# رانچو کوکامونگا (کالیفرنیا)
رانچو کوکامونگا (به انگلیسی: Rancho Cucamonga) شهری در شهرستان سن برناردینو، کالیفرنیا ایالت کالیفرنیا است که در سرشماری سال ۲۰۱۰ میلادی، ۱۶۵۲۶۹ نفر جمعیت داشته‌است.